# Coenobitidae
Coenobitidae é uma família de crustáceos da ordem Decapoda, pertencentes ao grupo Anomura, o dos bernardos-eremitas. Os bernardos-eremitas dessa família se diferenciam por seus hábitos terrestres e uma espécie, o caranguejo-dos-coqueiros (gênero Birgus), é o maior e o mais conhecido crustáceo terrestre de todos. Os demais membros da família pertencem ao gênero Coenobita.

## Classificação
- Gênero Birgus
  - Birgus latro, o caranguejo-dos-coqueiros
- Gênero Coenobita
  - Coenobita cavipes
  - Coenobita clypeatus
  - Coenobita compressus
  - Coenobita brevimanus
  - Coenobita perlatus
  - Coenobita rugosus
  - Coenobita variabilis